# Верболозная улица (Киев)
Верболозная улица — улица в Подольском районе города Киева, местность Куреневка. Проходит от улицы Рылеева до Бакинской улицы.
Приобщаются Верболозный и Обильный переулки.

## История
Улица возникла в 40-х годах XX века под названием 445-я Новая и сначала составляла единственную улицу с Верболозным переулком. Современное название — с 1944 года, застроенное со 2-й половины 1940-х годов.

## Личности
На Верболозной улице, 16 жила Оксана Мешко. В ее доме не раз собирались известные украинские правозащитники, члены Украинского Хельсинкского союза, в том числе сын Оксаны Мешко - Олесь Сергиенко.
- Дом, в котором жила Оксана Мешко